# Лауденбах (Бергштрассе)
Лауденбах (нем. Laudenbach) — община в Германии, в земле Баден-Вюртемберг.
Подчиняется административному округу Карлсруэ. Входит в состав района Рейн-Неккар. Население составляет 6051 человек (на 31 декабря 2010 года). Занимает площадь 10,29 км².